# Hášim Safí ad-Dín
Hášim Safí ad-Dín (arabsky هاشم صفي الدين‎; 3. května 1964 Dajr Qánún an-Nahr – pravděpodobně 3. října 2024 Dahíja) byl libanonský ší'itský duchovní, od července 2001 až do své smrti v říjnu 2024 předseda výkonné rady Hizballáhu. Před smrtí Hasana Nasralláha v září 2024 byl považován za muže číslo dvě v rámci Hizballáhu. USA a Saúdskou Arábií byl považován za teroristu.
Dne 3. října 2024 Izrael provedl nálet na podzemní bunkr v Bejrútu, ve kterém se údajně nacházel ad-Dín. Dne 5. října bylo oznámeno, že Hizballáh ztratil s ad-Dínem kontakt. O tři dny později izraelský ministr obrany Jo'av Galant a premiér Benjamin Netanjahu prohlásili, že ad-Dín byl pravděpodobně „eliminován“. Dne 22. října Izraelské obranné síly potvrdily jeho smrt a uvedly, že bylo nalezeno jeho tělo.

## Mládí
Narodil se v roce 1964 v Dajr Qánún an-Nahr v jižním Libanonu do vážené ší'itské rodiny. Jeho bratrancem z matčiny strany byl Hasan Nasralláh. Jeho bratr Abdalláh působí jako zástupce Hizballáhu v Íránu a dohlíží na obchod se zbraněmi, hotovostí, komerčními produkty a drogami, jakož i na praní špinavých peněz a obstarávání součástek a technologií pro íránský jaderný program a program balistických raket.
Do roku 1994, kdy se vrátil do Libanonu, studoval společně s Nasralláhem teologii v iráckém Nadžafu a íránském Qomu. K návratu jej donutil Nasralláh, který byl téhož roku zvolen generálním tajemník Hizballáhu a chtěl si vychovat nástupce.

## Kariéra v Hizballáhu
Jeho první funkcí v rámci Hizballáhu byl post člena Poradního shromáždění, nejvyšší rady. Mimo jiné působil jako předseda Rady džihádu. Od roku 2001 do své smrti zastával funkci předsedy výkonné rady, která dohlíží na politické, sociální a vzdělávací aktivity Hizballáhu.
Až do 27. září 2024, kdy byl zavražděn Hasan Nasralláh, byl spolu s Nasralláhem a Na'ímem Qásimem považován za jednu ze tří hlavních postav Hizballáhu.
V roce 2006 ho Írán označil jako možného nástupce Hasana Nasralláha ve funkci generálního tajemníka.
V říjnu 2008 byl oficiálně zvolen Nasralláhovým nástupcem ve funkci generálního tajemníka. Jeho zvolení do této funkce podpořil Írán. V roce 2009 byl opět zvolen do Poradního shromáždění. V listopadu 2010 byl jmenován vojenským velitelem Hizballáhu pro jižní Libanonu.
V roce 2017 byl USA a Saúdskou Arábii označen za teroristu. V květnu 2018 na něj byly uvaleny sankce ze strany USA, Saúdské Arábie, Spojených arabských emirátů a Bahrajnu.
Po Nasralláhově smrti v září 2024 byl považován za hlavního kandidáta na jeho nástupce. Bezprostředně po Nasralláhově smrti zpravodajské servery Al-Arabíja a Al-Hadat informovaly, že ad-Dín byl oficiálně jmenován jeho nástupcem, ačkoli to Hizballáh prostřednictvím Telegramu popřel. Ad-Dín měl silné vazby na Írán.

## Smrt
Dne 3. října 2024 Izrael provedl nálet na podzemní bunkr na bejrútském předměstí Dáhíja, ve kterém se údajně nacházel ad-Dín. Dne 5. října bylo oznámeno, že Hizballáh ztratil s ad-Dínem kontakt, ačkoli jeho smrt oficiálně nepotvrdil. Dne 22. října Izraelské obranné síly potvrdily jeho smrt a uvedly, že bylo nalezeno jeho tělo.